# Ruine Wielandstein (Wellheim)
Die Ruine Wielandstein ist eine abgegangene Höhenburg westlich von Wellheim auf dem Gebiet dieser Gemeinde des Landkreises Eichstätt auf Jura-Felsen im Wald unmittelbar hinter der Einöde Wielandshöfe. Die Anlage wird als Bodendenkmal unter der Aktennummer D-1-7132-0096 im Bayernatlas als „Burgstall des Mittelalters (Burg Wielandstein)“ geführt. 

## Beschreibung

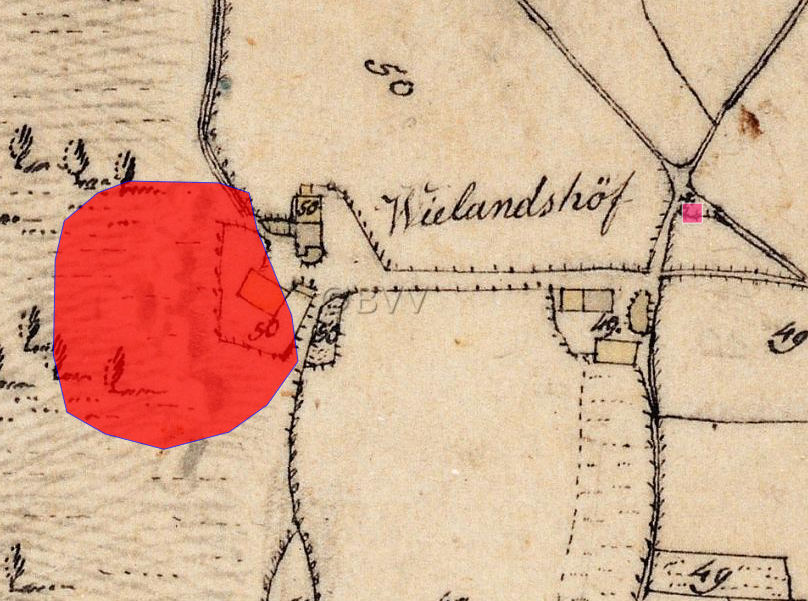
Lageplan von Ruine Wielandstein (Wellheim) auf dem Urkataster von Bayern

Die Ruine der Felsenburg stand bei 450 m ü. NHN auf einem steilen, von drei Seiten unzugänglichen, etwa 30 Meter hohen Dolomit-Felsen des Urdonau-Tales „Wellheimer Trockental“, um dessen Fuß bei rund 408 m ü. NHN als zusätzlicher Schutz ein tiefer und breiter Graben angelegt war. Die Burg konnte man nur in der Höhe von Westen her betreten; der Burgeingang, wohl über eine Zugbrücke erreichbar, war durch einen zwischen lotrechten Felswänden eingebetteten Halsgraben geschützt. Die Burggebäude standen auf mehreren Felsnasen verteilt und waren wohl durch Übergänge miteinander verbunden. Sie sind im Einzelnen nicht mehr erkennbar, nachdem 1811 und noch einmal 1853 die damals noch bedeutenden Burgreste zur baulichen Wiederverwendung der Mauersteine abgetragen wurden, zuletzt ein turmähnliches Gebäude beim Burggraben auf der Terrasse hinter dem oberen der Wielandshöfe. In ihm wurden im untersten Raum noch Waffen und Ketten gefunden, die aber stark verrostet waren und denen deshalb keine weitere Beachtung geschenkt wurde. Der Burgplatz selbst ist heute von Bäumen überwachsen.
Die heutigen Wielandshöfe (1983: 6 Bewohner) dürften die Ökonomiehöfe der ehemaligen Burg gewesen sein.

## Geschichte
Die Geschichte liegt weitgehend im Dunkeln; es gibt nur wenige historische Hinweise, die sich mehr auf die Burgbesitzer als auf die Burg selbst beziehen. Als die Burg im Mittelalter entstand, gehörte das Gebiet den Grafen von Lechsgemünd-Graisbach, an deren nördlicher Herrschaftsgrenze die Burg Wielandstein entweder von ihnen selbst oder von einem der ältesten ihrer Ministerialen, den Wielanden vom Wielandstein, wie sie sich nach ihrer neuen Stammburg nannten, errichtet wurde. In einer Urkunde des Klosters Kaisheim von 1180 ist erstmals ein Besitzer der Burg genannt, nämlich Ulrich Wieland. 1212 wird ein Siegfried Wieland, 1260 ein Ywan Wüllant und seine Gemahlin Leutgart genannt, 1272 Conrad und Burkhart, „dicti Wielant milites“, genannt die Ritter Wielant. 1269 findet man in einer Urkunde des Klosters Heidenheim die Unterschrift eines Ritters „Haeinricus dictus Wielant“ (Heinrich genannt Wielant), der derselbe sein dürfte, der 1282 in einer Urkunde des Klosters Niederschönenfeld und vier Jahre später in einer anderen Urkunde desselben Klosters vorkommt. 1531 legte der Kaisheimer Zisterziensermönch Johann Knebel eine Chronik an; in ihr sind bei mehreren Rechtshandlungen rückblickend diese Angehörige des Geschlechtes aufgeführt.
Wenige Jahre vor 1362, etwa um 1340/50, muss das Geschlecht seinen Sitz verlegt haben, denn in einer Urkunde aus diesem Jahr wird Hans Wieland „als zu Unterstall gesessen“ bezeichnet. Ob die Burg kriegerischen Auseinandersetzungen zum Opfer fiel oder in Friedenszeiten aufgegeben wurde, ist nicht zu klären. Um 1410 waren Angehörige des Geschlechts auch in und um Rennertshofen und um 1500 in Burgheim ansässig – Orte in verhältnismäßiger Nähe des ursprünglichen Sitzes und zum Herrschaftsgebiet der Grafen von Lechsgemünd-Graisbach gehörend. Von 1415 bis 1532 besaßen die Wielande eine Burghut in der Burg Vohburg. Mehrere weibliche Angehörige namens Wieland traten in das nahe Benediktinerinnenkloster Neuburg an der Donau ein, so Barbara von Wieland, die 1465 dort als Äbtissin starb. Die letzte Nachricht über das Geschlecht der Wielande vom Wielandstein stammt von 1560, als der Richter Christoph Wieland zu Burgheim seinen Besitz und das Richteramt veräußerte.

## Sagen
Der Sage nach war die Burg Wielandstein eine Raubritterburg; dem Raubritterunwesen konnte demnach erst Einhalt geboten werden, als mit Geschützen das uneinnehmbare Felsennest zerstört wurde. Zur Strafe kämen ihre Geister nicht zur Ruhe, so dass nächtens oft von der hell erleuchteten Burg weit in das Tal hinein Kriegslärm und Kampfgetöse zu hören sei. Ein neugieriger Bauernbursche, der dem Spuk nachging, sei in den Ruinen zu Tode gekommen. Eine andere Sage berichtet von der eitlen Tochter des letzten Ritters, die von ihrem Vater verflucht wurde und als verwunschene Jungfrau zwischen den Felsen und der Burgruine umhergeistere. Fuhrleute mit Salzwagen hätten sie retten können, wenn sie auf ihr Niesen hin nicht nur zehnmal, sondern ein elftes Mal „Helf Gott!“ gerufen hätten. Dann wäre sie erlöst gewesen, und die Burg wäre wieder in alter Pracht erstanden.

## Sonstiges
- Eine westlich der Wielandshöfe gelegene „Felsburg mit Höhlenruine“ ist als Geotop im Bayerischen Umweltobjektkatalog eingetragen. Siehe
- Zu den Denkmälern in Bayern gehört eine Wegkapelle bei den Wielandshöfen aus dem 18./19. Jahrhundert.